# Kazimierz Piechór
Kazimierz Czesław Piechór (ur. 6 października 1943 w Ciemnem, zm. 27 maja 2016 w Warszawie) – polski specjalista w zakresie mechaniki cieczy i gazów oraz biomatematyki, doktor habilitowany nauk technicznych, profesor Instytutu Podstawowych Problemów Techniki PAN.

## Życiorys
W 1967 ukończył studia matematyczne na Uniwersytecie Warszawskim. 1 listopada 1975 otrzymał tamże stopień doktora nauk matematycznych. W 1992, na podstawie rozprawy zatytułowanej Dyskretne modele równania Boltzmanna: Struktura operatora zderzeniowego. Propagacja dźwięku, uzyskał w Instytucie Podstawowych Problemów Techniki PAN stopień doktora habilitowanego nauk technicznych w zakresie mechaniki, specjalność: mechanika teoretyczna.
W latach 1967–1990 pracownik Wydziału Matematyki, Informatyki i Mechaniki UW. W latach 1981–1984 zastępca dyrektora Instytutu Mechaniki. Pracował także jako profesor nadzwyczajny w IPPT PAN. Wykładał również na Wydziale Informatyki i Matematyki Politechniki Radomskiej oraz na Wydziale Matematyki, Fizyki i Techniki Uniwersytetu Kazimierza Wielkiego w Bydgoszczy.
Syn Czesława i Janiny. Pochowany na cmentarzu parafialnym w Legionowie.